# Eunidia bigriseovittata
Eunidia bigriseovittata är en skalbaggsart som beskrevs av Stefan von Breuning 1962. Eunidia bigriseovittata ingår i släktet Eunidia och familjen långhorningar. Inga underarter finns listade i Catalogue of Life.